# Fabijan Cipot
Fabijan Cipot (ur. 25 sierpnia 1976 w Murskiej Sobocie) – piłkarz słoweński grający na pozycji środkowego obrońcy. Od 2011 roku jest piłkarzem klubu ND Mura 05.

## Kariera klubowa
Karierę piłkarską Cipot rozpoczął w klubie NK Mura z Murskiej Soboty. W 1996 roku awansował do kadry pierwszego zespołu i w sezonie 1996/1997 zadebiutował w jego barwach w pierwszej lidze słoweńskiej. W 1998 roku wywalczył z Murą wicemistrzostwo Słowenii, a w klubie tym grał do końca 1999 roku.
W 2000 roku Cipot przeszedł do Mariboru Teatanic. W latach 2000–2003 czterokrotnie z rzędu wywalczył z Mariborem tytuł mistrza Słowenii. Zawodnikiem Mariboru był do końca roku 2002.
W 2003 roku Cipot został piłkarzem katarskiego Al-Sadd. W 2003 roku zdobył z nim Qatar Crown Prince Cup i Puchar Emira Kataru. W połowie tamtego roku odszedł do Al-Arabi, gdzie grał przez 2 sezony.
W trakcie sezonu 2005/2006 roku Cipot wrócił do Słowenii i został zawodnikiem Nafty Lendava. Natomiast w sezonie 2006/2007 ponownie grał w NK Maribor.
Latem 2007 Cipot przeszedł z Mariboru do FC Luzern. Po pół roku gry w Swiss Super League powrócił do Słowenii i do 2011 roku grał w NK Rudar Velenje. Z kolei latem 2011 podpisał kontrakt z ND Mura 05.
| Sezon   | Klub                    | Kraj       | Rozgrywki    | Mecze | Bramki |
| ------- | ----------------------- | ---------- | ------------ | ----- | ------ |
| 1996/97 | NK Mura                 | Słowenia   | 1. SNL       | 8     | 1      |
| 1997/98 | NK Mura                 | Słowenia   | 1. SNL       | 35    | 5      |
| 1998/99 | NK Mura                 | Słowenia   | 1. SNL       | 28    | 8      |
| 1999/00 | NK Mura                 | Słowenia   | 1. SNL       | 14    | 6      |
| 1999/00 | Maribor Teatanic        | Słowenia   | 1. SNL       | 10    | 2      |
| 2000/01 | Maribor Pivovarna Laško | Słowenia   | 1. SNL       | 14    | 4      |
| 2001/02 | Maribor Pivovarna Laško | Słowenia   | 1. SNL       | 19    | 0      |
| 2002/03 | Maribor Pivovarna Laško | Słowenia   | 1. SNL       | 13    | 1      |
| 2002/03 | Al-Sadd                 | Katar      | Q-League     | ?     | ?      |
| 2003/04 | Al-Arabi                | Katar      | Q-League     | ?     | ?      |
| 2004/05 | Al-Arabi                | Katar      | Q-League     | ?     | ?      |
| 2005/06 | NK Nafta Lendava        | Słowenia   | 1. SNL       | 12    | 2      |
| 2006/07 | NK Maribor              | Słowenia   | 1. SNL       | 31    | 1      |
| 2007/08 | FC Luzern               | Szwajcaria | Super League | 12    | 0      |
| 2007/08 | NK Rudar Velenje        | Słowenia   | 2. SNL       | 12    | 2      |
| 2008/09 | NK Rudar Velenje        | Słowenia   | 1. SNL       | 30    | 5      |
| 2009/10 | NK Rudar Velenje        | Słowenia   | 1. SNL       | 28    | 3      |
| 2010/11 | NK Rudar Velenje        | Słowenia   | 1. SNL       | 29    | 1      |
| 2011/12 | ND Mura 05              | Słowenia   | 1. SNL       | 31    | 2      |
| 2012/13 | ND Mura 05              | Słowenia   | 1. SNL       | 15    | 1      |

## Kariera reprezentacyjna
W reprezentacji Słowenii Cipot zadebiutował 6 lutego 1999 roku w przegranym 0:2 towarzyskim meczu ze Szwajcarią. W swojej karierze grał w eliminacjach do Euro 2004, MŚ 2006 i eliminacjach do Euro 2008. W kadrze narodowej od 1999 do 2007 roku rozegrał 26 meczów.